# Rosa derongensis
Rosa derongensis — вид рослин з родини розових (Rosaceae); ендемік Сичуаню, Китай.

## Опис
Кущ дрібний. Гілочки пурпурно-коричневі або червоно-коричневі, вигнуті, голі; колючки часто жовтуваті або сіро-коричневі, прямі або трохи вигнуті, міцні, надуті біля основи. Листки включно з ніжкою 2.5–3.2 см; прилистки переважно прилягають до ніжки, вільні частини коротко трикутні або яйцеподібні, голі, по краю залозисті й пилчасті; ребро й ніжка голі, рідко залозисто-запушені і з дрібними вигнутими колючками; листочків 5, рідко 7, жовто-зелені знизу й насичено зелені зверху, обернено-яйцюваті, 9–15 × 6–10 мм, основа клиноподібна або майже округла, край різко пилчастий, верхівка округла. Квіток 2 або 3, рідко поодинокі; чашолистків ланцетні або яйцювато-ланцетні, 7–9 мм, запушені. Плоди червоно-коричневі, майже кулясті або обернено-яйцюваті, діаметром 8 мм, рідко залозисті.

## Поширення
Ендемік західного Сичуаню, Китаю. Населяє береги потоків на висотах 2000–2100 м.